# 萨长同盟
萨长同盟，全稱薩摩長州同盟，也被称作萨长盟约、萨长联合，是日本江户时代后期（幕末）的庆应2年阴历1月21日（1866年3月7日），在萨摩藩（約為今鹿兒島縣全境及宮崎縣西南部）与长州藩（約為今 山口縣）之间缔结的政治、军事同盟。

## 化敵為友
幕末时日本诸藩当中，以萨摩藩和长州藩最具政治上的影响力。虽然当时双方都已经有武力讨伐幕府（讨幕）的打算，但因为西乡隆盛、大久保利通所属的萨摩，曾与会津藩（約為今福島縣會津）协力于1864年（元治元年）的八月十八日政变以及禁门之变中将长州势力逐出京都，并参与第一次长州征伐（幕长战争）使长州屈服，故双方对彼此都怀有敌意。
然而透过脱藩的原土佐藩士坂本龙马与中冈慎太郎的斡旋，先在主战派的长州藩重臣福永喜助宅中推动双方巨头进行会谈。虽然会谈开始前也曾出现被西郷隆盛拒绝的事态，但在1866年阴历1月21日（一说是22日）在京都小松清廉（小松带刀）邸（位於今京都市上京区），以坂本龙马为中间人，萨摩方的西乡隆盛、大久保利通、家老小松带刀与长州藩的木户孝允（当时还叫作桂小五郎）缔结内容六条的同盟之约，约定萨长双方在军事上互相提携、萨摩在朝廷工作方面帮助长州、萨长共同对抗一會桑政權等内容，免得中了幕府借刀殺人的分化計謀。
其他的萨摩方出席者还有島津伊勢、桂久武、吉井友實、奈良原繁。
后来萨长化解爭議後，以两军为骨干的討幕军成立，終於戊辰戰爭中击败幕府军，德川家在慶應三年十月十四日（1867年11月9日）大政奉還于天皇，开启了日后明治维新的契机。